# NGC 6389
NGC 6389 é uma galáxia espiral (Sbc) localizada na direcção da constelação de Hercules. Possui uma declinação de +16° 24' 07" e uma ascensão recta de 17 horas, 32 minutos e 39,7 segundos.
A galáxia NGC 6389 foi descoberta em 29 de Junho de 1799 por William Herschel.